# Championnat de France de vitesse
La vitesse (ou le sprint) est l'une des épreuves au programme des championnats de France de cyclisme sur piste. Elle est considérée comme l'épreuve phare du cyclisme sur piste.
L'épreuve est disputée par les hommes et les femmes. 

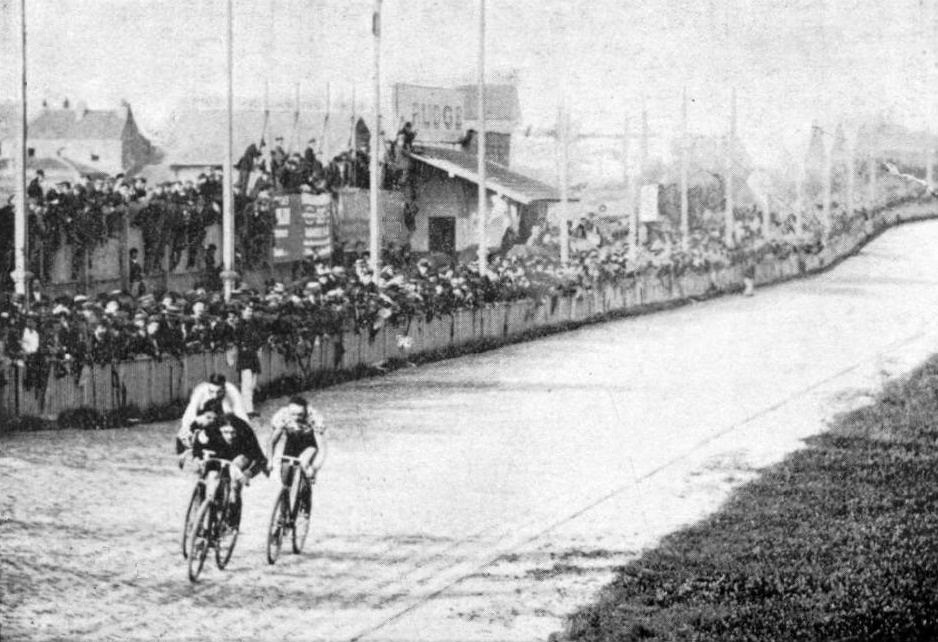
Une finale du championnat de France de cyclisme sur piste, en 1895.

## Les débuts
La création du championnat de France de vitesse date du 25 Septembre 1881. La première épreuve fut courue non sur un vélodrome, mais en plein Paris, sur la Place du Carrousel, dans le Jardin des Tuileries. Les machines employées étaient des bicycles et la distance de l'épreuve était de 10 kilomètres. Frédéric de Civry enleva le premier trophée officiel et renouvela sa victoire en 1882 (le 13 août) en battant Paul Médinger et Charles Terront à Grenoble. Jusqu'en 1888 le règlement n'est pas modifié et l'on court 10 kilomètres sur bicycle (excepté 1887 sur 3 kilomètres). Médinger affirme sa supériorité en gagnant à Agen en 1883 (24 et 25 juin), aux Tuileries de Paris en 1884  (28 septembre) et sur la place des Quinconces de Bordeaux en 1885 (31 mai). En 1887 (12 juin) à Lyon, sur la Place Bellecour, il enlève une quatrième fois le titre envié détenu pour 1886 (4 juillet) par le coureur Britannique Herbert O. Duncan, vainqueur à Agen du populaire Charles Terront, le gagnant de Paris-Brest-Paris de 1891. A Pau en 1888 (1 juillet), victoire de Eugène Chéreau. En 1889, l'épreuve n'est pas disputée.
À partir de 1890, les bicyclettes sont les machines des coureurs et à Cognac (14  septembre), sur 10 kilomètres, Louis Cottereau bat Médinger qui, l'an suivant, réglait à Agen sur 5 kilomètres  Georges Cassignard et Henri Béconnais. Cassignard fut imbattable en 1892 et 93, à Bayonne et au vélodrome de la Seine. Béconnais, Antony, Lucien Louvet furent ses plus séreux rivaux et Cassignard s'offrit même le luxe de gagner aussi le championnat couru sur 5 kilomètres, battant Médinger et Baras. Toujours au vélodrome de la Seine, Mercier et Maurice Farman en 1894 et Gougoltz, le populaire champion au maillot noir avec en écusson une tortue d'or, battant Bourillon et Morin, sont vainqueurs sur un ou deux kilomètres. De 1896 date la première victoire d'Edmond Jacquelin. En 1897 on court au Parc des Princes sur 1,333 mètres. Bourillon triomphe et renouvelle sa victoire en 1899, Morin avant décroche le titre en 1898. Jacquelin est à son apogée. Il gagne en 1900 ; l'année suivante il succombe en finale derrière Jue et Bourotte. Jacquelin reconquiert son titre en 1902, battant Domain et Jean-Baptiste Louvet, mais en 1903 c'est Victor Thuau, devenu jockey et propriétaire, qui lui enlève le titre. Gabriel Poulain était finaliste et excellent troisième.

## Palmarès masculin

### Professionnels
De 1881 à 1890, la course se dispute sur 10 kilomètres. De 1891 à 1892, le championnat se court sur 5 kilomètres. En 1893 et 1894, deux championnats ont lieu : un sur 5 kilomètres et un sur 1 kilomètre. La course se dispute sur 2 kilomètres en 1895 et 1896, avant de se disputer sur deux tours de piste depuis 1897.
| Année     | Vainqueur              | Deuxième                    | Troisième                 |
| --------- | ---------------------- | --------------------------- | ------------------------- |
| 1881      | Frédéric de Civry      | Delisse                     | Moine                     |
| 1882      | Frédéric de Civry      | Paul Médinger               | Charles Terront           |
| 1883      | Paul Médinger          | Charles Terront             | Krell                     |
| 1884      | Paul Médinger          | Wills                       | Krell                     |
| 1885      | Paul Médinger          | Frédéric de Civry           | Charles Terront           |
| 1886      | Herbert Duncan         | Charles Terront             | Fernand Charron           |
| 1887      | Paul Médinger          | Henri Loste                 | Emile Van Berendock       |
| 1888      | Eugène Chéreau         | Henri Loste                 | Henri Béconnais           |
| 1889      | pas organisé           |                             |                           |
| 1890      | Louis Cottereau        | Paul Medinger               | Eugène Chéreau            |
| 1891      | Paul Médinger          | Georges Cassignard          | Henri Béconnais           |
| 1892      | Georges Cassignard     | Henri Béconnais             | Henri Debray (Antony)     |
| 1893      | Georges Cassignard     | Henri Debray                | Lucien Louvet             |
| 1894      | Fernand Mercier        | Dumont                      | Paul Medinger             |
| 1894      | Maurice Farman         | Paul Médinger               | Henri Debray              |
| 1895      | Jean Gougoltz          | Paul Bourrillon             | Ludovic Morin             |
| 1896      | Edmond Jacquelin       | Fernand Mercier             | Paul Bourrillon           |
| 1897      | Paul Bourrillon        | Paul Masson                 | Piette                    |
| 1898      | Ludovic Morin          | Léon Domain                 | Charles Nieuport          |
| 1899      | Paul Bourrillon        | Gaston Courbe d'Outrelon    | Paul Masson               |
| 1900      | Edmond Jacquelin       | Jean-Pierre Domain          | Gaston Prevost            |
| 1901      | Charles Jue            | Paul Bourotte               | Edmond Jacquelin          |
| 1902      | Edmond Jacquelin       | Jean-Pierre Domain          | Jean Baptiste Louvet      |
| 1903      | Victor Thuau           | Edmond Jacquelin            | Gabriel Poulain           |
| 1904      | Émile Friol            | Charles Piard               | Gabriel Poulain           |
| 1905      | Gabriel Poulain        | Victor Dupré                | Émile Friol               |
| 1906      | Émile Friol            | Gabriel Poulain             | Victor Dupré              |
| 1907      | Émile Friol            | Gabriel Poulain             | Émile Delage              |
| 1908      | Léon Hourlier          | Émile Friol                 | Léon Comès                |
| 1909      | Victor Dupré           | Émile Delage                | Ludovic Feuillet          |
| 1910      | Émile Friol            | Victor Dupré                | Émile Delage              |
| 1911      | Léon Hourlier          | Émile Friol                 | Victor Dupré              |
| 1912      | André Perchicot        | Émile Friol                 | Victor Dupré              |
| 1913      | Émile Friol            | Léon Hourlier               | Gabriel Poulain           |
| 1914      | Léon Hourlier          | Émile Friol                 | Pierre Sergent            |
| 1919      | Pierre Sergent         | Marcel Dupuy                | Maurice Schillès          |
| 1920      | Marcel Dupuy           | Julien Pouchois             | Maurice Schillès          |
| 1921      | Marcel Dupuy           | Lucien Louet                | Guyot (amateur)           |
| 1922      | Gabriel Poulain        | Maurice Schillès            | Paul Texier               |
| 1923      | Maurice Schillès       | Pierre Sergent              | Gabriel Poulain           |
| 1924      | Gabriel Poulain        | Maurice Schillès            |                           |
| 1925      | Lucien Michard         |                             |                           |
| 1926      | Maurice Schillès       | Lucien Michard              | Gabriel Poulain           |
| 1927      | Lucien Michard         | Maurice Schillès            | Lucien Faucheux           |
| 1928      | Lucien Michard         | Lucien Faucheux             | Maurice Schillès          |
| 1928      | Lucien Faucheux        | Lucien Michard              |                           |
| 1928      | Lucien Faucheux        | Lucien Michard              |                           |
| 1929,     | Lucien Faucheux        | Lucien Michard              |                           |
| 1929      | Lucien Michard         | Lucien Faucheux             |                           |
| 1930      | Lucien Michard         | Lucien Faucheux             |                           |
| 1931      | Lucien Faucheux        | Louis Gérardin              | Lucien Michard            |
| 1932      | Louis Gérardin         | Lucien Michard              | Lucien Faucheux           |
| 1933      | Lucien Michard         | Louis Gérardin              |                           |
| 1934      | Lucien Michard         | Louis Gérardin              | Lucien Faucheux           |
| 1935      | Lucien Michard         | Louis Gérardin              | Christian Lenté           |
| 1936      | Louis Gérardin         | Lucien Michard              | Roger Beaufrand           |
| 1937      | Louis Chaillot         | Louis Gérardin              | Lucien Michard            |
| 1938      | Louis Gérardin         | Louis Chaillot              | Lucien Michard            |
| 1939      | Guy Renaudin           |                             |                           |
| 1940      | pas organisé           |                             |                           |
| 1941      | Louis Gérardin         | Jean Noblet                 | Guy Renaudin              |
| 1942      | Louis Gérardin         | Georges Senfftleben         | Guy Renaudin              |
| 1943      | Louis Gérardin         | Georges Senfftleben         | Guy Renaudin              |
| 1944      | Georges Senfftleben    | Louis Gérardin              | Pierre Iacoponelli        |
| 1945      | Louis Gérardin         | Marc Cautenet               | Georges Senfftleben       |
| 1946      | Louis Gérardin         | Georges Senfftleben         | Pierre Iacoponelli        |
| 1947      | Georges Senfftleben    | Louis Gérardin              | Guy Claisy                |
| 1948,.    | Georges Senfftleben    | Pierre Iacoponelli          | Louis Gérardin            |
| 1949      | Louis Gérardin         | Georges Senfftleben         | Pierre Iacoponelli        |
| 1950      | Émile Lognay           | Louis Gérardin              | Jacques Bellenger         |
| 1950      | Louis Gérardin         | Jacques Bellenger (amateur) | Lucien Lemoigne (amateur) |
| 1950      | Jacques Bellenger      | Émile Lognay                | Maurice Verdeun (amateur) |
| 1951      | Georges Senfftleben    | Maurice Verdeun             | Jacques Bellenger         |
| 1951      | Georges Senfftleben    | Maurice Verdeun             | Franck Lenormand          |
| 1951      | Jacques Bellenger      | Georges Senfftleben         | Pierre Even (amateur)     |
| 1952      | André Beyney (amateur) | Georges Senfftleben         | Robert Vidal (amateur)    |
| 1952      | Émile Lognay           | Jacques Bellenger           | Georges Senfftleben       |
| 1953      | Jacques Bellenger      | Georges Senfftleben         | Louis Gérardin            |
| 1954      | Jacques Bellenger      | Louis Gérardin              | Georges Senfftleben       |
| 1955      | Jacques Bellenger      | Louis Gérardin              | Roger Gaignard            |
| 1956      | Roger Gaignard         | Jacques Bellenger           | Michel Gérard             |
| 1957      | Roger Gaignard         | Jacques Bellenger           | Michel Gérard             |
| 1958      | Roger Gaignard         | Jacques Bellenger           | Michel Rousseau           |
| 1959      | Michel Rousseau        | Roger Gaignard              | Jacques Bellenger         |
| 1960      | Michel Rousseau        | Roger Gaignard              | Robert Vida               |
| 1961      | Michel Rousseau        | Roger Gaignard              | Michel Scob               |
| 1962      | Michel Rousseau        | Roger Gaignard              | Michel Scob               |
| 1963      | Roger Gaignard         | Michel Rousseau             | Michel Scob               |
| 1964      | Roger Gaignard         | Bernard Charruau            | Gérard Richard            |
| 1965      | Roger Gaignard         | Bernard Charruau            |                           |
| 1966      | Bernard Charruau       | Roger Gaignard              | Christian Gastadi         |
| 1967      | Michel Rousseau        | André Gruchet               | Bernard Charruau          |
| 1968      | André Gruchet          | Michel Scob                 | Jean Marcarini            |
| 1969      | Jacky Mourioux         | Jacques Suire               | Bernard Charruau          |
| 1970      | Cyrille Guimard        | Gérard Billard              | Christian Davaine         |
| 1971-1975 | pas organisé           |                             |                           |
| 1976      | Serge Aubey            | Jean-Jacques Fussien        | Jean-François Pescheux    |
| 1977      | Serge Aubey            | Jean-Jacques Fussien        | Jean-Louis Danguillaume   |
| 1978      | Yves Daniel            | Yvon Bertin                 | Jean-François Pescheux    |
| 1979      | pas organisé           |                             |                           |
| 1980      | Daniel Morelon         | Patrick Hosotte             | Alain Patritti            |
| 1981      | Francis Castaing       | Patrick Hosotte             | Michel Cornelise          |
| 1982      | Yavé Cahard            | Francis Castaing            | Yvon Bertin               |
| 1983      | pas organisé           |                             |                           |
| 1984      | Philippe Vernet        | Jean-François Rault         | Frédéric Vichot           |
| 1985      | Yavé Cahard            | Philippe Vernet             | Patrick Da Rocha          |
| 1986      | Patrick Da Rocha       | Dominique Lecrocq           | Philippe Lauraire         |
| 1987      | Patrick Da Rocha       | Philippe Vernet             | Philippe Boyer            |
| 1988      | Patrick Da Rocha       | Philippe Vernet             | Philippe Tarantini        |
| 1989-1991 | pas organisé           |                             |                           |
| 1992      | Frédéric Magné         | Hervé Robert Thuet          | Frédéric Lancien          |
| 1993      | Fabrice Colas          | Florian Rousseau            | Frédéric Magné            |
| 1994      | Frédéric Magné         | Florian Rousseau            | Fabrice Colas             |
| 1995      | Florian Rousseau       | Vincent Le Quellec          | Frédéric Lancien          |
| 1996      | Florian Rousseau       | Frédéric Magné              | Hervé Robert Thuet        |
| 1997      | Florian Rousseau       | Arnaud Tournant             | Frédéric Magné            |
| 1998      | Florian Rousseau       | Vincent Le Quellec          | Arnaud Tournant           |
| 1999      | Laurent Gané           | Arnaud Tournant             | Frédéric Magné            |
| 2000      | Florian Rousseau       | Laurent Gané                | Frédéric Magné            |
| 2001      | Laurent Gané           | Florian Rousseau            | Arnaud Tournant           |
| 2002      | Laurent Gané           | Arnaud Tournant             | Florian Rousseau          |
| 2003      | Laurent Gané           | Mickaël Bourgain            | Arnaud Tournant           |
| 2004      | Laurent Gané           | Arnaud Tournant             | Mickaël Bourgain          |
| 2005      | Arnaud Tournant        | Mickaël Bourgain            | Hervé Gané                |
| 2006      | Kévin Sireau           | Grégory Baugé               | Arnaud Tournant           |
| 2007      | Grégory Baugé          | Kévin Sireau                | Mickaël Bourgain          |
| 2008      | Kévin Sireau           | Arnaud Tournant             | Mickaël Bourgain          |
| 2009      | Grégory Baugé          | Kévin Sireau                | Mickaël Bourgain          |
| 2010      | Kévin Sireau           | Mickaël Bourgain            | Adrien Doucet             |
| 2011      | Grégory Baugé          | Quentin Lafargue            | Mickaël Bourgain          |
| 2012      | François Pervis        | Mickaël Bourgain            | Charlie Conord            |
| 2013      | François Pervis        | Quentin Lafargue            | Charlie Conord            |
| 2014      | Quentin Lafargue       | Kévin Sireau                | Grégory Baugé             |
| 2015      | Quentin Lafargue       | François Pervis             | Michaël D'Almeida         |
| 2016      | Quentin Lafargue       | Charlie Conord              | Sébastien Vigier          |
| 2017      | Sébastien Vigier       | Melvin Landerneau           | Benjamin Edelin           |
| 2018      | Sébastien Vigier       | Rayan Helal                 | Quentin Lafargue          |
| 2019      | Rayan Helal            | Sébastien Vigier            | Melvin Landerneau         |
| 2021      | Tom Derache            | Quentin Caleyron            | Michaël D'Almeida         |
| 2022      | Rayan Helal            | Sébastien Vigier            | Tom Derache               |
| 2023      | Rayan Helal            | Sébastien Vigier            | Tom Derache               |
| 2024      | Rayan Helal            | Tom Derache                 | Luca Priore               |
| 2025      | Rayan Helal            | Sébastien Vigier            | Tom Derache               |

(Nota Bene: diversement classés entre 1886 et 1894, Fernand Charron, Henri Béconnais, Henri Debray (mieux connu sous le surnom d'Antony) et Maurice Farman, du fait sans doute de la rapidité de leurs réflexes, deviendront tous les quatre rapidement des pilotes automobiles renommés, déjà habitués à se côtoyer en course. Louis Cottereau -1890- sera lui constructeur et pilote.)

### Aspirants
| Année | Vainqueur            | Deuxième           | Troisième |
| ----- | -------------------- | ------------------ | --------- |
| 1930  | Chéron               | Francis Faure      |           |
| 1931  | Michel Pecqueux      | Francis Faure      |           |
| 1932  | Joseph Kergoff       | Chéron             |           |
| 1933  | Marcel Jézo          | Joseph Kergoff     | Chéron    |
| 1934  | Joseph Kergoff       | Georges Radat      |           |
| 1935  | Christian Lenté      | Charles Rampelberg |           |
| 1936  | André De Winter      | Jacques Barrére    | Pétraud   |
| 1937  | Robert Fradet-Perrin | Jacques Barrére    |           |
| 1938  | André De Winter      | Jacques Avram      |           |
| 1939  | Guy Ovenberghe       | Jacques Avram      | Claverie  |

### Amateurs
| Année | Vainqueur             | Deuxième           | Troisième           |
| ----- | --------------------- | ------------------ | ------------------- |
| 1894  | -                     | Paul Masson        |                     |
| 1898  | Augoyat               | -                  |                     |
| 1899  | Brochard              | -                  |                     |
| 1900  | Alphonse Didier-Nauts | -                  |                     |
| 1901  | Legrain               | -                  |                     |
| 1902  | -                     |                    |                     |
| 1903  | Decaup                | -                  |                     |
| 1904  | Bondell1              | -                  |                     |
| 1905  | Debongnie             | -                  |                     |
| 1906  | Tardieu               | -                  |                     |
| 1907  | Devoissoux            | -                  |                     |
| 1908  | Émile Demangel        | -                  |                     |
| 1909  | Maurice Schillès      | -                  |                     |
| 1910  | Texier                | -                  |                     |
| 1911  | Bey                   | Henri Bellivier    |                     |
| 1912  | Paul Masson           |                    |                     |
| 1913  | Henri Bellivier       |                    |                     |
| 1914  | Gabriel Poulain       |                    |                     |
| 1920  | Henri Bellivier       |                    |                     |
| 1921  | Lucien Faucheux       | Emile Rohrbach     |                     |
| 1922  | Lucien Michard        |                    |                     |
| 1923  | Jean Cugnot           |                    |                     |
| 1924  | Lucien Michard        |                    |                     |
| 1925  | Lucien Revelly        |                    |                     |
| 1926  | Léon Galvaing         |                    |                     |
| 1927  | Léon Galvaing         | Roger Beaufrand    |                     |
| 1928  | Roger Beaufrand       | Maurice Cordier    | Marcel Jean         |
| 1929  | Joseph Kergoff        | Louis Zwahlen      | Marcel Guimbretière |
| 1930  | Roger Beaufrand       |                    |                     |
| 1931  | Jean Caugant          | Charles Rampelberg |                     |
| 1932  | Louis Chaillot        |                    |                     |
| 1933  | Roland Ulrich         | Ribeyre            |                     |
| 1934  | Christian Lenté       | Louis Chaillot     |                     |
| 1935  | Robert Fradet-Perrin  | Louis Chaillot     |                     |
| 1936  | Louis Chaillot        | Roland Ulrich      |                     |
| 1937  | Pierre Georget        |                    |                     |
| 1938  | Guy Renaudin          |                    |                     |
| 1939  | Jean Noblet           | Barateau           |                     |
| 1941  | Georges Senfftleben   |                    |                     |
| 1942  | Jacques Verna         | Guy Claisy         | Yves Vigué          |
| 1943  | Maurice Etienne       | Marc Cautenet      |                     |
| 1945  | André Rivoal          | Charles Prigent    |                     |
| 1946  | Henri Sensever        | André Rivoal       |                     |
| 1947  | Henri Sensever        | René Faye          |                     |
| 1950  | Maurice Verdeun       |                    |                     |
| 1960  | Michel Scob           |                    |                     |
| 1963  | Pierre Trentin        | Daniel Morelon     | André Gruchet       |
| 1964  | Daniel Morelon        | Pierre Trentin     |                     |
| 1965  | Pierre Trentin        | Daniel Morelon     | Gérard Rolland      |
| 1966  | Daniel Morelon        | Pierre Trentin     | Gérard Rolland      |
| 1967  | Daniel Morelon        | Pierre Trentin     |                     |
| 1968  | Daniel Morelon        |                    |                     |
| 1969  | Daniel Morelon        | Pierre Trentin     | Gérard Quintyn      |
| 1970  | Daniel Morelon        | Pierre Trentin     |                     |
| 1971  | Daniel Morelon        | Pierre Trentin     |                     |
| 1972  | Daniel Morelon        | Alex Pontet        | Pierre Trentin      |
| 1973  | Daniel Morelon        | Pierre Trentin     | Gérard Quintyn      |
| 1974  | Daniel Morelon        | Alex Pontet        | Gérard Quintyn      |
| 1975  | Daniel Morelon        | Gérard Quintyn     | Pierre Trentin      |
| 1976  | Daniel Morelon        | Éric Vermeulen     | Gérard Quintyn      |
| 1977  | Daniel Morelon        | Alex Pontet        | Éric Vermeulen      |
| 1978  | Yavé Cahard           | Franck Depine      | Alex Pontet         |

### Militaires
Le champion de France militaire de vitesse n'avait pas le droit au maillot mais seulement à des manches tricolores
| Année     | Vainqueur          | Deuxième             | Troisième       |
| --------- | ------------------ | -------------------- | --------------- |
| 1920,     | Emile Rohrbach     | Leprivier            | Secq            |
| 1921      | Guyot              | -                    | -               |
| 1922      | Le Bihan           | -                    | -               |
| 1923,     | Raymond Mourand    | Le Bihan             | Favre           |
| 1924      | Lucien Michard     | -                    | -               |
| 1925      | Léon Galvaing      | -                    | -               |
| 1926,     | Henri Domanchin    | -                    | -               |
| 1927,     | Lucien Revelly     | Delaplace            | Bocher          |
| 1928      | Joseph Kergoff     | Blondy               | -               |
| 1929      | Emery              | Dieulois             | -               |
| 1930      | Tapie              | -                    | -               |
| 1931      | Pierre Chapalain   | Francis Faure        | Bach            |
| 1932      | Charles Rampelberg | -                    | -               |
| 1933,     | Roger Beaufrand    | Maurice Perrin       | Jean Caugant    |
| 1934,     | André Bertin       | Lucien Perrin        | Bocher          |
| 1935      | Pierre Ragot       | -                    | -               |
| 1936      | Louis Chaillot     | -                    | -               |
| 1937      | Robert Bonneront   | -                    | -               |
| 1938      | Daniel Dousset     | Dolivet              | Émile Diot      |
| 1939,     | Guy Ovenberghe     | Robert Fradet-Perrin | Daniel Dousset  |
| 1940-1947 | Pas organisé       |                      |                 |
| 1948      | Jacques Bellanger  | -                    | -               |
| 1949      | Maurice Verdeun    | André Darrigade      | Jacques Lanners |
| 1950      | Émile Lognay       | Cousin               | Garbay          |
| 1953      | Lucien Lemoigne    | -                    | -               |
| 1955      | Robert Verdeun     | -                    | -               |
| 1964      | Christian Leduc    | -                    | -               |

### Espoirs
| Année | Vainqueur           | Deuxième        | Troisième       |
| ----- | ------------------- | --------------- | --------------- |
| 2001  | Jérôme Hubschwerlin | Hervé Gané      | Tanguy Fremion  |
| 2002  | Franck Durivaux     | Mathieu Mandard | Sébastien Notin |
| 2003  | François Pervis     | Mathieu Mandard | Franck Durivaux |
| 2004  | Grégory Baugé       | François Pervis | Mathieu Mandard |
| 2005  | Mathieu Mandard     |                 |                 |
| 2006  | François Pervis     |                 |                 |
| 2007  | Alexandre Volant    | Ghislain Boiron | Cédric Clair    |
| 2008  | Kévin Sireau        |                 |                 |
| 2009  | Kévin Sireau        |                 |                 |
| 2010  | Kévin Sireau        |                 |                 |

### Juniors
| Année | Vainqueur              | Deuxième             | Troisième              |
| ----- | ---------------------- | -------------------- | ---------------------- |
| 1977  | Franck Depine          | Yvon Cloarec         | Francis Lavoine        |
| 1978  | Yvon Cloarec           | Michel Cortinovis    | Jean-François Dury     |
| 1998  | Mickaël Quemener       |                      |                        |
| 1999  | Dimitri Paul           |                      |                        |
| 2000  | Dimitri Paul           | Franck Durivaux      | Sébastien Notin        |
| 2001  | Mathieu Mandard        |                      |                        |
| 2002  | François Pervis        | Mickaël Murat        | Kévin Corolleur        |
| 2003  | Grégory Baugé          | Didier Henriette     | Ronan Guillot          |
| 2004  | David-Alexandre Cabrol | Kévin Sireau         | Alexandre Volant       |
| 2005  | Kévin Sireau           | Alexandre Volant     | Michaël D'Almeida      |
| 2006  | Ghislain Boiron        | Nicolas Bourin       | Fabien Douillard       |
| 2007  | Charlie Conord         | Quentin Lafargue     | Thierry Jollet         |
| 2008  | Thierry Jollet         | Quentin Lafargue     | Charlie Conord         |
| 2009  | Mickaël Valenza        | Kévin Guillot        | Florian Vernay         |
| 2010  | Julien Palma           | Benjamin Edelin      | Kévin Guillot          |
| 2011  | Julien Palma           | Benjamin Edelin      | Anthony Jacques        |
| 2012  | Thomas Copponi         | Erwann Aubernon      | Teva Mou Sin Pinoy     |
| 2013  | Thomas Copponi         | Benjamin Gil         | Killian Evenot         |
| 2014  | Sébastien Vigier       | Melvin Landerneau    | Benjamin Gil           |
| 2015  | Melvin Landerneau      | Sébastien Vigier     | Jordan Alves           |
| 2016  | Maxime Vienne          | Frédéric Paul-Joseph | Clément Bétouigt-Suire |
| 2017  | Rayan Helal            | Tom Derache          | Florian Grengbo        |
| 2018  | Bryan Monnier          | Paul Berneron        | Mathieu Delayen        |
| 2019  | Timmy Gillion          | Valentin Bramoulle   | Luca Priore            |
| 2021  | Oscar Caron            | Vincent Cloarec      | Noé Colsy              |
| 2022  | Sam Penaud             | Maxence Vantieghem   | Maël Rampal            |
| 2023  | Tom Cameron            | Théo Tuncq           | Hervé Salaün           |
| 2024  | Etienne Oliviero       | Matthias Sylvanise   | Hervé Salaün           |

## Palmarès féminin
| Année | Vainqueur                | Deuxième                 | Troisième               |
| ----- | ------------------------ | ------------------------ | ----------------------- |
| 1958  | Madeleine Guinta         |                          |                         |
| 1959  | Andrée Vaudel            |                          |                         |
| 1960  | Renée Ganneau            |                          |                         |
| 1961  | Renée Ganneau            | Andrée Vaudel            |                         |
| 1962  | Renée Ganneau            | Renée Vissac             | Andrée Flageolet        |
| 1963  | Renée Ganneau            | Gisèle Caille            | Andrée Flageolet        |
| 1964  | Gisèle Caille            | Renée Ganneau            |                         |
| 1965  | Gisèle Caille            | Renée Ganneau            | Renée Vissac            |
| 1966  | Gisèle Caille            | Renée Ganneau            |                         |
| 1967  | Gisèle Caille            | Colette Savary-Davaine   | Marie-Simone Jaudin     |
| 1968  | Gisèle Caille            | Colette Savary-Davaine   | Marie-Simone Jaudin     |
| 1969  | Geneviève Gambillon      | Marie-Simone Jaudin      | Colette Savary-Davaine  |
| 1970  | Geneviève Gambillon      | Marie-Simone Jaudin      | Colette Savary-Davaine  |
| 1971  | Geneviève Gambillon      | Colette Savary-Davaine   | Annick Leroux           |
| 1972  | Geneviève Gambillon      | Colette Savary-Davaine   | Rejan Cahard            |
| 1973  | Geneviève Gambillon      | Colette Savary-Davaine   | Nadine Le Gallo         |
| 1974  | Geneviève Gambillon      | Colette Savary-Davaine   |                         |
| 1975  | Colette Savary-Davaine   | Geneviève Gambillon      | Nadine Le Gallo         |
| 1976  | Geneviève Gambillon      | Colette Savary-Davaine   | Josiane Bost            |
| 1977  | Colette Savary-Davaine   | Josiane Bost             | Chantal Fortier         |
| 1978  | Josiane Bost             | Colette Savary-Davaine   | Chantal Fortier         |
| 1979  | Colette Savary-Davaine   | Gisèle Caille            | Corinne Crunelle        |
| 1980  | Isabelle Nicoloso        | Corinne Le Gal           | Ghislaine Guilteaux     |
| 1981  | Isabelle Nicoloso        | Isabelle Gautheron       | Jeannie Longo           |
| 1982  | Isabelle Nicoloso        | Isabelle Gautheron       | Evelyne Pailloud        |
| 1983  | Isabelle Gautheron       | Isabelle Nicoloso        | Jeannie Longo           |
| 1984  | Isabelle Nicoloso        | Isabelle Gautheron       | Nathalie Pelletier      |
| 1985  | Isabelle Nicoloso        | Isabelle Gautheron       | Sandrine Lestrade       |
| 1986  | Isabelle Gautheron       | Isabelle Nicoloso        | Sandrine Lestrade       |
| 1987  | Isabelle Gautheron       | Isabelle Nicoloso        | Carmelina Erreira       |
| 1988  | Isabelle Gautheron       | Isabelle Nicoloso        | Nathalie Even-Lancien   |
| 1989  | Isabelle Gautheron       | Félicia Ballanger        | Isabelle Nicoloso       |
| 1990  | Isabelle Gautheron       | Félicia Ballanger        | Isabelle N'Guyen van Tu |
| 1991  | Félicia Ballanger        | Isabelle Gautheron       | Nathalie Even-Lancien   |
| 1992  | Félicia Ballanger        | Nathalie Even-Lancien    | Magali Humbert-Faure    |
| 1993  | Nathalie Even-Lancien    | Félicia Ballanger        | Isabelle Gautheron      |
| 1994  | Félicia Ballanger        | Nathalie Even-Lancien    | Isabelle Gautheron      |
| 1995  | Félicia Ballanger        | Nathalie Even-Lancien    | Magali Humbert-Faure    |
| 1996  | Félicia Ballanger        | Nathalie Even-Lancien    | Magali Humbert-Faure    |
| 1997  | Félicia Ballanger        | Magali Humbert-Faure     | Christelle Ribault      |
| 1998  | Félicia Ballanger        | Magali Humbert-Faure     | Christelle Ribault      |
| 1999  | Félicia Ballanger        | Magali Humbert-Faure     | Christelle Ribault      |
| 2000  | Félicia Ballanger        | Magali Humbert-Faure     | Céline Nivert           |
| 2001  | Céline Nivert            | Magali Humbert-Faure     | Mathilde Doutreluingne  |
| 2002  | Céline Nivert            | Clara Sanchez            | Mathilde Doutreluingne  |
| 2003  | Clara Sanchez            | Céline Nivert            | Mathilde Doutreluingne  |
| 2004  | Clara Sanchez            | Céline Nivert            | Émilie Jeannot          |
| 2005  | Clara Sanchez            | Céline Nivert            | Émilie Jeannot          |
| 2006  | Clara Sanchez            | Émilie Jeannot           | Marie-Laure Cloarec     |
| 2007  | Clara Sanchez            | Virginie Cueff           | Sandie Clair            |
| 2008  | Clara Sanchez            | Sandie Clair             | Virginie Cueff          |
| 2009  | Clara Sanchez            | Virginie Cueff           | Sandie Clair            |
| 2010  | Clara Sanchez            | Sandie Clair             | Virginie Cueff          |
| 2011  | Clara Sanchez            | Sandie Clair             | Virginie Cueff          |
| 2012  | Clara Sanchez            | Virginie Cueff           | Olivia Montauban        |
| 2013  | Virginie Cueff           | Olivia Montauban         | Sandie Clair            |
| 2014  | Virginie Cueff           | Olivia Montauban         | Sandie Clair            |
| 2015  | Virginie Cueff           | Olivia Montauban         | Mélissandre Pain        |
| 2017  | Mathilde Gros            | Sandie Clair             | Mélissandre Pain        |
| 2018  | Mathilde Gros            | Sandie Clair             | Mélissandre Pain        |
| 2019  | Mathilde Gros            | Amandine Giolda          | Julie Michaux           |
| 2021  | Taky Marie-Divine Kouamé | Julie Michaux            | Bénédicte Ollier        |
| 2022  | Mathilde Gros            | Taky Marie-Divine Kouamé | Julie Michaux           |
| 2023  | Mathilde Gros            | Taky Marie-Divine Kouamé | Julie Michaux           |
| 2024  | Taky Marie-Divine Kouamé | Marie Louisa Drouode     | Julie Michaux           |
| 2025  | Marie Louisa Drouode     | Taky Marie-Divine Kouamé | Julie Michaux           |

| Année | Vainqueur               | Deuxième               | Troisième               |
| ----- | ----------------------- | ---------------------- | ----------------------- |
| 1998  | Juliette Vandekerckhove | Céline Nivert          |                         |
| 1999  | Mathilde Doutreluingne  | Céline Nivert          | Juliette Vandekerckhove |
| 2000  | Juliette Vandekerckhove | Mathilde Doutreluingne | Clara Sanchez           |
| 2001  | Clara Sanchez           |                        |                         |
| 2002  | Émilie Jeannot          | Aude Blanvillain       | Magali Simon            |
| 2003  | Émilie Jeannot          | Marie Mélanie Verger   |                         |
| 2004  | Élodie Henriette        | Marie Aurélie          | Christel Pourais        |
| 2005  | Sandie Clair            | Élodie Henriette       | Virginie Cueff          |
| 2006  | Virginie Cueff          | Sandie Clair           |                         |
| 2007  | Typhenn Garel           | Pauline Avarello       | Nolwenn Le Got          |
| 2008  | Olivia Montauban        | Magali Baudacci        | Laurie Berthon          |
| 2009  | Olivia Montauban        | Magali Baudacci        | Laurie Berthon          |
| 2010  | Linda Michelini         | Laudine Genée          | Valentine Morin         |
| 2011  | Laudine Genée           | Kristy Ciprien         | Julie Feller            |
| 2012  | Mélissandre Pain        | Manon Bourdiaux        | Lise Labat              |
| 2013  | Mélissandre Pain        | Soline Lamboley        | Mélanie Guédon          |
| 2014  | Marie Dufour            | Margot Dutour          | Mélissa Bourhis         |
| 2015  | Marie Dufour            | Juliette Poirier       | Clémence Jolly          |
| 2016  | Marion Loustanau        | Cassandra Lebrun       | Maëva Paret-Peintre     |
| 2017  | Mathilde Gros           | Célia Charrier         | Cassandra Lebrun        |
| 2018  | Floriane Huet           | Maryanne Hinault       | Léa Dayde               |
| 2019  | Amandine Giolda         | Julie Michaux          | Camille Laugier         |
| 2021  | Bénédicte Ollier        | Lara Lallemant         | Lise Ménage             |
| 2022  | Farrah Prudent          | Maurène Trégouët       | Louise Julien           |
| 2023  | Lilou Ledeme            | Lisa Guillet           | Kloé Saugrain           |
| 2024  | Lilou Ledeme            | Flavie Michaud         | Lisa Guillet            |